# Карасулак
Карасулак (заст. Карапурт) — річка, яка впадає в озеро Ялпуг (басейн Дунаю), протікає територією Болградського району Одеської області (Україна). У верхній течії має назву Кайнакі.

## Географія
Карасулак бере початок на північний схід від села Кубей. Тече на південний захід та південь. На південь від села Кубей перетинає Верхній Траянів. Впадає до озера Ялпуг на південний захід від села Криничного.
Річка протікає через села: Кубей, Каракурт і Криничне. 
У долині річки розташовані Жовтневий ентомологічний заказник та Червоноармійський дендропарк.
Довжина річки складає 21 км. Площа водозбору — 221 км², похил  — 2,3‰. Має 4 притоки.
Долина відносно неширока. Річище слабо-звивисте, влітку у багатьох місцях (переважно у верхів'ї) пересихає.

## Оцінювання якості води
Норма річного стоку — 1,74 млн. м³. Споруджено кілька ставків. Вода річки має значну мінливість майже всіх компонентів хімічного складу й загальної мінералізації. Серед катіонів у воді річки частіше переважав натрій — його концентрація коливалась від 330,0 (21.03.2007 р.) до 1100,0 (30.08.2006 р.) мг/дм3. Концентрацію Na+ нижчу за ГДК для водойм рибогосподарського призначення (≤ 120 мг/дм3) і водойм господарсько-побутового призначення (≤ 200 мг/дм3) не фіксували жодного разу. Отже, уміст натрію у воді Карасулака значно вищий ніж у воді озера Ялпуг й суттєво забруднює її.
Уміст магнію коливався від 158,0 (21.03.2007 р.) до 344,0 (16.02.2009 р.) мг/дм3. Концентрацію магнію нижчу за ГДК для водойм рибогосподарського призначення (≤ 40 мг/дм3) та меншу за ГДК для водойм господарсько-побутового призначення (≤ 50 мг/дм3) — зафіксовано не було.
Кальцій змінювався від 200,0 (21.03.2007 р.) до 414,0 (16.02.2009 р.) мг/дм3. Усі проби води річки Карасулак перевищували ГДК для водойм рибогосподарського призначення за вмістом кальцію.
Вода річки Карасулак забруднена такими компонентами сольового складу як сульфати й хлориди. Крім того, сульфати є переважаючим аніоном. Уміст SO42- у воді річки змінювався від 954,0 (22.04.2013 р.) до 2380,0 (16.02.2009 р.) мг/дм3. При цьому, усі проби води мають значення SO42- вищі за ГДК для водойм рибогосподарського призначення (100 мг/дм3) та за ГДК для водойм господарсько-побутового призначення (500 мг/дм3). Розрахунок відсоткового вмісту головних іонів у воді озера Катлабуг засвідчує, що переважаючим аніоном є SO4 (≥ 50 % від суми). Хлориди й гідрокарбонати не переважали в жодній з проб.
За забрудненням сульфатами вода річки Карасулак у 2006-2014 роках належала до 7-ї категорії якості (дуже брудної).
Концентрація хлоридів у воді річки за роки досліджень становила від 413,0 (21.03.2007 р.) до 1203,0 (30.08.2006 р.) мг/дм3. Усі проби води річки мали уміст хлоридів вищий за ГДК для водойм рибогосподарського призначення (300 мг/дм3) та ГДК для водойм господарсько-побутового призначення (350 мг/дм3). За середньоарифметичним умістом хлоридів вода річки Карасулак у період 2006-2014 років належала до 4-ї категорії якості (слабко забруднена).
Жорсткість води річки Карасулак за період спостережень змінювалась від 23,0 (21.03.2007 р.) до 49,01 (16.02.2009 р.) мг-екв/дм3, при середньоарифметичному значенні 34,35 мг-екв/дм3. Отже, вода річки є дуже жорсткою для тепловодопостачання.
Загальна мінералізація води річки змінювалася від 2361,0 мг/дм3 (21.03.2007 р.) до 5811,1 (30.08.2006 р.). Це свідчить, що мінералізація води у річці Карасулак має значно вищу мінералізацію ніж вода озера Ялпуг, куди вона впадає. Середня загальна мінералізація води за період досліджень перевищує 4000 мг/дм3 й за цим критерієм забруднення вона відноситься до 5 класу 7 категорії якості.
За класифікацією Алекіна вода річки у 2006-2014 роках мала сульфатно-хлоридний натрієво-магнієво-кальцієвий склад і належала до сульфатного класу натрієвої групи другого типу, що відповідає співвідношенню катіонів: НСО3< Ca2+ +Mg2+ < HCO3- + SO42-.
За еколого-санітарними критеріями вода характеризується наступним чином. За середньоарифметичним значенням вмісту зважених часток (80,36 мг/дм3) вода належала до 6-ї категорії якості (брудна), за значеннями СПАР — до 2 категорії якості (чиста), за умістом фенолів — до 5 категорії якості (помірно забруднена), за умістом міді — до 6, за вмістом цинку — до 3, за умістом заліза — до 4, за умістом марганцю й фторидів — до 5 категорії якості.
За індексом забруднення вода річки Карасулак в період досліджень відносилася до 4 категорії якості (забруднена за трофо-сапробіологічними показниками).
Загальна оцінка води Карасулак за всією множиною показників (за так званою функцією міри R) свідчить, що вода у 2006-2014 рр. відносилася до 5 категорії, тобто посередньої якості.
За більшістю методів іригаційної оцінки (в тому числі державним стандартом України) вода річки Карасулак є непридатною для зрошення й вимагає перед поливом насичення кальцієвими солями, ліквідації соди й розбавлення прісною водою.